# Quốc ca vùng Kamchatka
Vùng ca Kamchatka (tiếng Nga: Гимн Камчатского края) là vùng ca của vùng Kamchatka, một chủ thể liên bang của Nga. Đây là một trong những biểu tượng chính thức của vùng Kamchatka, cùng với cờ và huy hiệu, theo điều luật của Hội đồng lập pháp năm 2010. Lời bài hát được viết bởi nhà thơ Boris Dubrovin và nhạc được sáng tác bởi Evgeny Morozov, giám đốc nghệ thuật của dàn hợp xướng Kamchatka.

## Lời
| Tiếng Nga (Ký tự Cyrill) | Latinh hóa | Tiếng Việt |
| --- | --- | --- |
| Величава, сурова Камчатка — Край сокровищ земных необъятный. Сквозь рассветный туман Вновь курится вулкан, И зовёт рыбаков океан. Припев: Камчатка — ты сила моя, Навеки родные края. Камчатка — ты гордость моя, России земля. В жизни стоит любого богатства Наше дружное, крепкое братство. Мы надеждой живём, Ты, Камчатка, — наш дом, Как святыню тебя бережём. Припев День России берёт здесь начало, На Камчатке у наших причалов. Нет надёжней щита, Чем границы черта — Здесь России форпост навсегда. Припев | Veličava, surova Kamčatka — Kraj sokroviŝ zemnyh neobʺjatnyj. Skvozʹ rassvetnyj tuman Vnovʹ kuritsja vulkan, I zovjot rybakov okean. Pripev: Kamčatka — ty sila moja, Naveki rodnye kraja. Kamčatka — ty gordostʹ moja, Rossii zemlja. V žizni stoit lûbogo bogatstva Naše družnoe, krepkoe bratstvo. My nadeždoj živjom, Ty, Kamčatka, — naš dom, Kak svjatynû tebja berežjom. Pripev Denʹ Rossii berjot zdesʹ načalo, Na Kamčatke u naših pričalov. Net nadjožnej ŝita, Čem granicy čerta — Zdesʹ Rossii forpost navsegda. Pripev | Ô Kamchatka, khắc khổ và hùng vĩ Vùng đất của kho báu trần thế mênh mông. Qua màn sương bình minh Núi lửa lại âm ỉ, Và đại dương vẫy gọi ngư dân. Điệp khúc: Kamchatka - Người là sức mạnh của chúng ta, Quê hương chúng ta mãi mãi. Kamchatka - Người là niềm tự hào của chúng ta, Bên trong nước Nga. Có sự giàu có trong bất kỳ cuộc sống nào Đoàn kết anh em mạnh mẽ của chúng tôi Chúng tôi hy vọng được sống Người, Kamchatka là nhà của chúng ta Chúng ta bảo vệ Người như một nơi tôn nghiêm Điệp khúc Ngày của nước Nga ở đây bắt đầu, Ở Kamchatka, nơi đóng tàu của chúng ta. Không có lá chắn nào đáng tin cậy hơn Sau đó, các ranh giới của Người Đây là tiền đồn của nước Nga, mãi mãi. Điệp khúc |